# رولانداس مراشكا
رولانداس مراشكا مواليد 13 مارس 1973 في كلايبيدا، الجمهورية الليتوانية السوفيتية الاشتراكية، هو لاعب كرة مضرب ليتواني سابق وكان يلعب باليد اليمنى، اعتزل اللعب في 2005. أعلى تصنيف له في الفردي كان المركز الـ 575 في سنة 2001. أعلى تصنيف له في الزوجي كان المركز الـ 1100 في سنة 2006.

## النهائيات

### الفردي
| الحصيلة | التاريخ        | الدورة            | الأرضية | المنافس             | النتيجة       |
| ------- | -------------- | ----------------- | ------- | ------------------- | ------------- |
| الفوز   | أغسطس 20, 2000 | فيلنيوس, ليتوانيا | عشبية   | ماركو تكاليك        | 6–1, 6–4      |
| الفوز   | أغسطس 5, 2001  | بارنو, إستونيا    | ترابية  | فيليب أنيولا        | 6–1, 6–5 ret. |
| الوصافة | أغسطس 15, 2004 | فيلنيوس, ليتوانيا | ترابية  | خافيير غارسيا-سينتز | 3–6, 6–3, 1–6 |

## روابط خارجية
- رولانداس مراشكا على موقع رابطة محترفي التنس (الإنجليزية)
- رولانداس مراشكا على موقع الاتحاد الدولي لكرة المضرب (الإنجليزية)
- رولانداس مراشكا على موقع كأس ديفيز (الإنجليزية)